# Спаситель и Святая Дева (диптих)
«Спаситель» и «Святая Дева» (исп. Cristo Salvador; исп. La Virgen en oración) — картина-диптих фламандского живописца Квентина Массейса, написанная в 1529 году. Обе картины находятся в музее Прадо в Мадриде. Диптих выполнен в миниатюрном формате; размер панелей составляет 44 x 35 см.

## Описание
Эти две небольшие доски составляют диптих, который может служить и переносным, и домашним алтарём для молитв. Почти как на помещаемых в раму портретах, фигуры Марии и Иисуса занимают всю поверхность, не оставляя места повествовательным элементам. Только свет очерчивает их объёмы, границы их идеально определены благодаря точности рисунка и безупречному владению кистью. Каждая деталь одежды, оттенки кожи и волос выписаны с тщательностью и правдоподобием. Их прямой и наивный реализм обретает ещё большую эмоциональную силу за счёт жестов и выражения лиц персонажей, воскрешая в памяти зрителя образ христианского самопожертвования.
Существует версия, что эти картины создал сын художника, Ян Массейс. Однако, подпись на доске со «Спасителем» и совершенство техники этих работ свидетельствуют о том, что их авторство принадлежит Квентину Массейсу.
Картины были приобретены Филиппом II и незадолго до его смерти помещены в монастырь Эскориал.